# Praia de Monte Mário
A Praia de Monte Mário é uma praia do Arquipélago de São Tomé e Príncipe, localiza-se a Este da ilha de São Tomé entre a Ponta de Barro Preto e o Monte Mário, frente ao Ilhéu Quixibá.